# Colceag
Colceag là một xã thuộc hạt Prahova, România. Dân số thời điểm năm 2002 là 5563 người.